# قنبر أباد (مقاطعة فراشبند)
قنبر أباد (بالإنجليزية: Mazraeh-ye Qanbarabad)‏ هي human-geographic territorial entity تقع في فارس في إيران. يقدر عدد سكانها بـ 130 نسمة .